# Aeroportul Santa Ana
Aeroportul Santa Ana (IATA: NNB, ICAO: AGGT) este un aeroport din Makira-Ulawa Province⁠(d), Insulele Solomon.
Situat la o altitudine de 2 m, aeroportul dispune de o singură pistă.